# Lasiopogon cinereus
Lasiopogon cinereus là một loài ruồi trong họ Asilidae. Lasiopogon cinereus được Cole miêu tả năm 1919.